# Sztuka przedromańska
Sztuka przedromańska (sztuka preromańska) – pojęcie używane jest w odniesieniu do całego dorobku sztuki europejskiej od upadku zachodniej części Cesarstwa Rzymskiego do momentu pojawienia się sztuki romańskiej, czyli od V wieku do pierwszej połowy XI wieku. Oprócz spuścizny wczesnochrześcijańskiej nałożyły się na nią osiągnięcia ludów barbarzyńskich sięgające do swoich tradycji sprzed momentu przyjęcia chrześcijaństwa. Do najstarszych jej przejawów zalicza się sztukę plemion germańskich: Longobardów, Ostrogotów, Franków, Wizygotów. Swój udział w tworzeniu w powstaniu sztuki wczesnego średniowiecza mieli także Celtowie oraz wikingowie. Tradycje te zostały przyjęte na dworze Karola Wielkiego odradzając się w VIII wieku w sztuce karolińskiej.

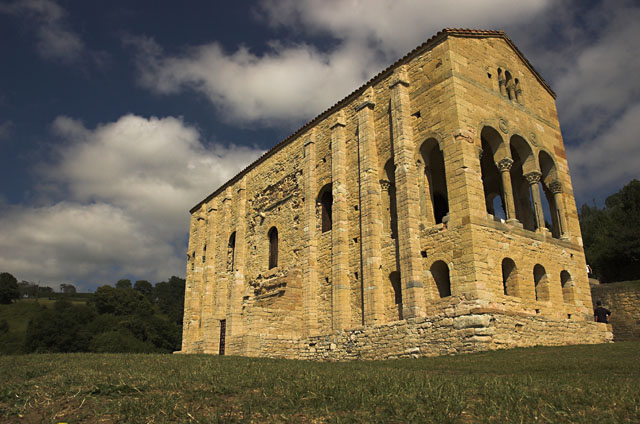
Położony w Asturii kościół Santa María del Naranco

Plemiona Gotów podczas swojej wędrówki początkowo osiedliły się na terenach dzisiejszych Węgier i nad Morzem Czarnym. Tam zetknęli się z ludami kultywującymi sztukę scytyjską oraz sarmacką. Połączenie wcześniejszych tradycji z osiągnięciami ludów stepowych przyczyniło się do narodzin nowych, germańskich tradycji.
Do najbogatszych znalezisk związanych ze sztuką preromańską należą wyroby złotnicze. Ofiarowywali je władcy germańscy kościołom, stanowiły wyposażenie grobów. Wyroby złotnicze plemion germańskich wykazują wiele cech wspólnych, z których najistotniejsze są zastosowanie wzornictwa opartego na motywach geometrycznych oraz komórkowa technika dekoracji. Częstym motywem używanym przez Ostrogotów, a później przez Wizygotów, jest schematyczny rysunek orła lub dwóch kruków – ptaków występujących w mitologii germańskiej. W takim kształcie wykonywano z pozłacanego brązu lub innych metali fibule ozdobione barwnymi kamieniami. Innym, często spotykanym wzorem są dwuelementowe zapinki złożone z górnej części w kształcie kwadratu, oraz dolnej w kształcie gruszki, które łączył element w kształcie półksiężyca. Najstarsze wyroby zdobią ryte ornamenty geometryczne, późniejsze wykonywano stosując znane także w sztuce bizantyjskiej techniki filigranu i komórkową.

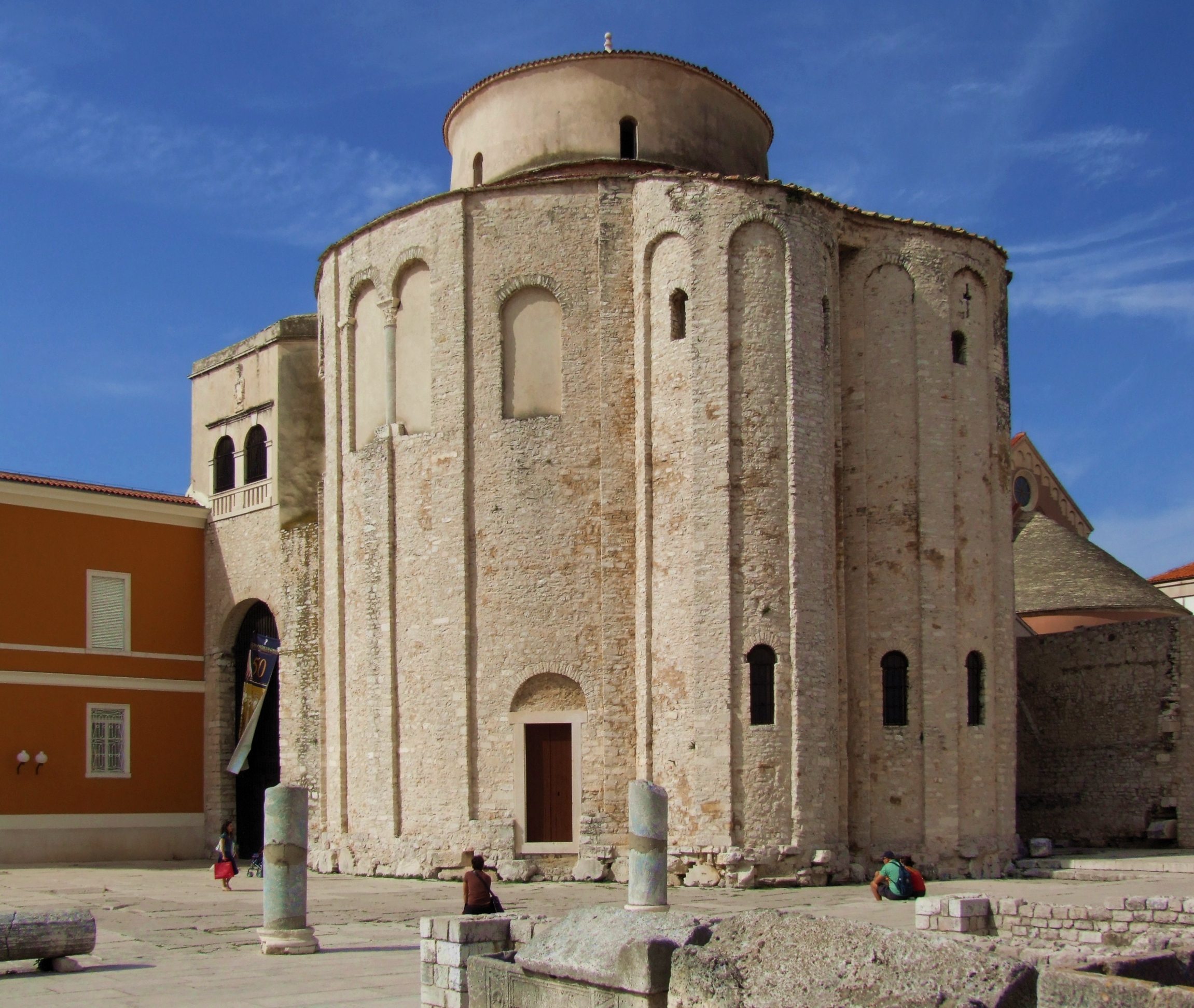
Kościół św. Donata w Zadarze

Wraz z chrystianizacją Irlandii wciąż żywa sztuka celtycka wniosła swój wkład do sztuki wczesnego średniowiecza. W wyrobach złotniczych wykonywanych przez iryjskich rzemieślników występują plecionki złożone z linii spiralnych ułożonych w bardzo skomplikowane ornamenty. Zakonnicy z klasztorów irlandzkich prowadząc działalność misyjną na terenach Szkocji i Anglii przenieśli tam swoje tradycje artystyczne i poznali osiągnięcia sztuki germańskiej i nordyckiej, które dotarły na te ziemie wraz z najeźdźcami z Saksonii. Po najazdach wikingów tradycje iryjskie zostały wzbogacone o wpływy sztuki skandynawskiej, która już znacznie wcześniej (nawet w epoce żelaza) korzystała z tradycji celtyckich. W czasach Cesarstwa Rzymskiego do sztuki skandynawskiej przeniknęły figuralne dekoracje używane przez artystów rzymskich, a poprzez Kijów i Nowogród dotarły wpływy bizantyjskie. Dzieła tego okresu zdobią plecionki i przedstawienia figuralne nawiązujące do sag wikingów (np. stele z Tägelgarda w Szwecji).
Karol Wielki gromadząc na swoim dworze uczonych i artystów z różnych rejonów ówczesnego świata zainicjował próbę ponownego ujednolicenia stylu w ramach swojego cesarstwa. W jego państwie przenikały się wpływy świata antycznego, kultury wczesnochrześcijańskiej, osiągnięcia sztuki germańskiej i iryjskiej. Na dworze Karola Wielkiego znalazł schronienie biskup wizygocki Teodulf, a przełożonym szkoły w Yorku został anglosaski duchowny Alkuin, złotnikiem Akwizgranu i biografem władcy był frankijski opat benedyktyńskiego klasztoru w Fuldzie. Do dekoracji kościołów sprowadzano artystów z Konstantynopola. Mecenat władcy pozwolił na rozwinięcie się pracowni złotniczych i szkół miniatorskich, oraz na budowę nowych klasztorów i kościołów.

## Zabytki sztuki przedromańskiej
Do znanych zabytków sztuki preromańskiej należą:
- wyroby frankijskie znajdujące się w zbiorach Biblioteki Narodowej w Paryżu: skarby z wyposażenia grobu króla Childeryka I, m.in. miecz ozdobiony techniką komórkową; patena i kielich należące do merowińskiego skarbu z Gourdon
- wyposażenia grobów z cmentarzyska Ostrogotów (w zbiorach Miejskiego Muzeum Sztuki Starożytnej w Turynie)

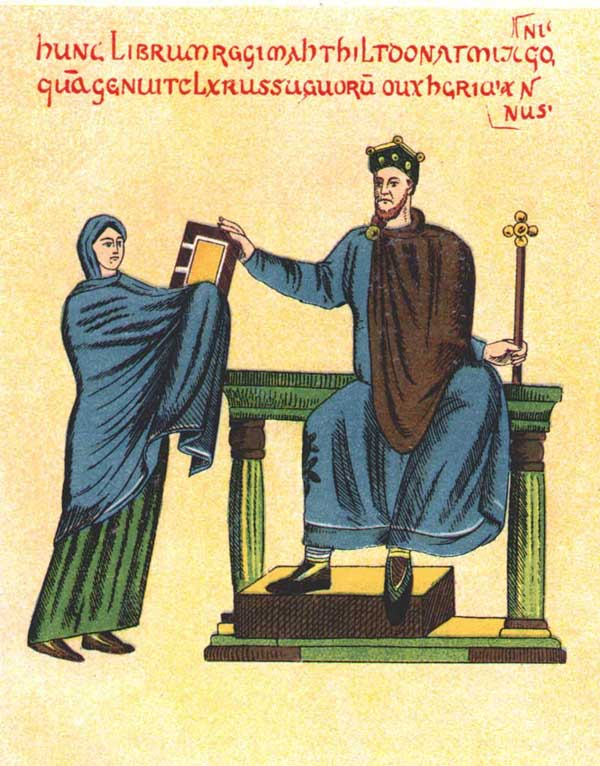
Kopia miniatury z Mszału rzymskiego z Matyldą i Mieszkiem II

- klejnoty ofiarowane kościołowi w Monza koło Mediolanu przez longobardzką królową Teodolindę (znajdują się w skarbcu katedry), m.in. złote oprawy ewangeliarzy i tzw. żelazna korona Longobardów (nazwa pochodzi od żelaznej obręczy łączącej złote, inkrustowane w kwiatowy wzór kamieniami, płytki zewnętrzne. Zgodnie z tradycją żelazną obręcz wykonano z jednego z gwoździ użytych podczas Ukrzyżowania Chrystusa. Od XV wieku uważana jest za koronę królów Longobardii użytą podczas koronacji Karola Wielkiego)
- klejnoty ofiarowane przez królów wizygockich: krzyże i korony wotywne odkryte w Torredonjimeno koło Kordowy i w Guarrazar koło Toledo (w zbiorach Narodowego muzeum Archeologicznego w Madrycie; Pięcioksiąg Ashburnhama ozdobiony miniaturami (zachowało się tylko 18 spośród oryginalnych 65). Rękopis pochodzi najprawdopodobniej z VII wieku. Nie jest pewne jego miejsce powstania. Łączony jest zazwyczaj z wizygocką Hiszpanią, ale mógł powstać w północnej Afryce, Italii lub Dalmacji. Obecnie znajduje się we Francuskiej Bibliotece Narodowej w Paryżu.
- Krzyż Anielski z 808 r. oraz Krzyż Zwycięstwa z 908 ozdobione techniką filigranu wzorowaną na sztuce longobardzkiej i merowińskiej. Zakończenia ramion oraz ich przecięcie dekorowane jest kamieniami szlachetnymi i emaliowanymi płytkami ułożonymi w medaliony. Krzyże przypominają klejnoty spotykane w sztuce karolińskiej.
- miniatury mozarabskie – ilustracje do Komentarza do Apokalipsy św. Jana autorstwa mnicha Beatusa z Liébany z VIII wieku, wielokrotnie kopiowane przez innych artystów w IX-X wieku.
- malarstwo miniaturowe Irlandii i Wysp Brytyjskich:
  - Księga z Durrow z końca VII wieku (w zbiorach Trinity College Library w Dublinie) ozdobiona geometrycznymi ornamentami przypominającymi wyroby z metalu zdobione techniką komórkową. Na kartach poprzedzających Ewangelie umieszczono miniatury symbolizujące ewangelistów otoczone ramami z plecionki
  - Księga z Lindisfarne, późniejsza niż Księga z Durrow, datowana na koniec VII wieku – ozdobiona ilustracjami złożonymi z form geometrycznych i stylizowanych ptaków i fantazyjnych zwierząt przeplatających się wzajemnie w abstrakcyjnych wzorach utworzonych z płynnych linii. Ułożony przez nie dywanowy wzór zdobi w całości cztery strony księgi, a na pozostałych stronach układa się w skomplikowane inicjały i ornamenty (w zbiorach Muzeum Brytyjskiego w Londynie)
  - Księga z Kells (powstała ok. 800 roku) – przykład ilustracji iryjskich, w których celtyckie spirale i plecionki przeplatają się z motywami figuralnymi potraktowanymi w dowolny sposób (przez spłaszczenie, rozciągnięcie, skręcenie itp. dostosowujące je do wymogów ornamentu i krzywizn inicjałów). Księga znajduje się w zbiorach Trinity College Library w Dublinie.
- wyroby złotnicze (w zbiorach Narodowego Muzeum Irlandii w Dublinie): 
  - kielich z Ardagh, datowany na VIII wiek, ozdobiony precyzyjnie wykonaną plecionką na wstędze z pozłacanego brązu z umieszczonymi w niej ozdobnymi kawałkami kolorowego szkła i kamieni. Poniżej wstęgi umieszczono dwa medaliony, które podobnie jak uchwyty kielicha ozdobiono filigranem i kamieniami.
  - relikwiarz i dzwonek św. Patryka, wykonany z brązu, ozdobiony pozłacaną plecionką i kamieniami
  - procesyjny krzyż opactwa Cong, ozdobiony plecionką z medalionem na relikwie Krzyża Św. w miejscu przecięcia się jego ramion
  - pastorał opatów Clonmacnoise pokryty pozłacaną plecionką z rzędem miniaturowych zwierząt zdobiących jego krzwaśń
- Statek wikingów z Osebergu (Norwegia) odnaleziony z 1903, był grobowcem dwóch kobiet. Jedna z nich to najprawdopodobniej królowa Åsa, babka Haralda Pięknowłosego. Spiralnie zakończony dziób statku kończy głowa węża. Brzegi dziobu pokrywa dekoracyjna plecionka ze stylizowanych zwierząt. Przedmioty będące na wyposażeniu statku zdobione są motywami figuralnymi nawiązującymi do mitów skandynawskich oraz bogatymi filigranami w formie plecionki i stylizowanymi wyobrażeniami zwierząt, a zwłaszcza ptaków, smoków, niedźwiedzi i psów.
- zabytki sztuki karolińskiej
  - ołtarz w kościele Sant Ambrogio w Mediolanie. Cztery ściany składające się na okładzinę skrzyni ołtarza zdobią płaskorzeźby wykonane w złocie (część środkowa) i pozłacanym srebrze. Powierzchnie ścianek zostały podzielone na pola wypukłymi listwami ozdobionymi filigranem i szlachetnymi kamieniami. W polach umieszczono przedstawienia figuralne. Na skrzydłach po sześć scen z życia Chrystusa, w części środkowej umieszczono postać Chrystusa w mandorli, symbole ewangelistów w ramionach krzyża a w polach narożnikowych – postacie apostołów. Część tylną ozdobiono scenami z życia św. Ambrożego, postać fundatora ołtarza i jego twórcy mistrza Vilviniusa.
  - brązowa statuetka przedstawiająca Karola Wielkiego na koniu (w zbiorach Luwru) datowana na ok. 860 r.
  - rzeźbiona w kości słoniowej oprawa Evangelium longum ozdobiona scenami z Wniebowzięcia Marii i wizerunkiem Chrystusa w owalnej mandorli
  - ilustrowane karty Ewangeliarzy (np. Ewangeliarz koronacyjny, Ewangeliarz Ady, Ewangeliarz Godeskalka).

## Literatura
- Sztuka Świata – t. 3, Praca zbiorowa, Wydawnictwo Arkady, 1999 r.